# Балтійські діалекти ромської мови
Балтійські діалекти ромської мови — це група діалектів ромської мови, якими розмовляють у країнах Балтії та прилеглих регіонах Польщі та Росії. Половина цих ромів проживає в Польщі. Вони також називаються балтійськими ромами, балтійськими слов'янськими ромами та ромами. Ромська мова почалася як індоєвропейська мова, яка перетворилася на індоіранську, а потім на індоарійську мову. Після цього ромська мова розпалася на балканські та центральноромські діалекти. Балтійські діалекти походять з центральнороманського діалекту, який ділиться на інші діалекти. Загалом у всіх країнах близько 50 000 ромів розмовляють на цьому діалекті.

## Класифікація
Індоєвропейська, індоіранська, індоарійська центральна зона, ромська, центральна ромська

## Історія
Перші носії цієї мови оселилися у Південно-Східній Європі у 10 і 13 столітях у великій кількості. З 13 століття ця мова поширилася також на Центральну та Західну Європу. Іммігранти, які розмовляли цією мовою, мали темніший колір обличчя, і багатьох з цих носіїв називали циганами. Країною походження цієї мови виявилася Індія після того, як порівняння між іншими мовами показало подібність.

## Географічне поширення
На балтійському діалекті ромської мови розмовляють у наступних країнах:
- Польща: 13 600 осіб
- Білорусь: 12 000 осіб
- Латвія: 6700 осіб
- Україна: 1800 осіб
- Литва: 1350 осіб
- Естонія: 360 осіб
- Російська Федерація: не рахована кількість осіб

### Офіційний статус
Балтійський діалект не є офіційним у будь-якій конкретній країні, але має інші статуси в тих, на яких вона розмовляє.
- Польща: 5 мова, що розвивається. Це визнана мова в Польщі.
- Білорусь: 5 мова, що розвивається
- Латвія: 5 мова, що розвивається
- Україна: 5 мова, що розвивається
- Литва: 5 мова, що розвивається
- Естонія: 5 мова, що розвивається
- Російська Федерація: 5 мова, що розвивається

### Діалекти
Діалекти такі:
- Чукський діалект ромської мови в Естонії (МК: естонська, російська)
- Фінський діалект ромської мови (Fíntika Rómma ; фін. Kalo) (МК: фінська)
- Латвійський діалект ромської мови (Lotfika) в Латвії та Росії
- Литовський діалект ромської мови в Литві та Прибалтиці
- Північноросійський діалект ромської мови (Халадітка) у Прибалтиці, Україні та Росії, на якому розмовляють руські роми
- Польський діалект ромської мови у Польщі (МК: польська)

(«МК» означає основну мову контакту)

## Фонологія
У ромській мові є три прості позиції зупинки. Вони походять з індоарійського і зберігаються на кожному діалекті цієї мови. Позиції такі; губні /п/, стоматологічні /т/ та велярні /к/. Поряд з цими позиціями зупинки, існують також палацальні позиції, унікальні лише для ромської мови. Конкретні зміни голосу змінили граматичні закінчення, а різні діалекти мають різні способи тлумачення голосних. Деякі перетворилися на нові версії ромської мови, а інші впровадили інші елементи, такі як крики.

## Граматика
У ромській мові іменник змінює закінчення речень, щоб показати значення. Він використовується для ілюстрації того, як це конкретне слово діє у реченні і схоже на латинське. Ромські дієслова подібні до італійських, іспанських та латинських мов. Залежно від того, хто здійснює дію, закінчення дієслова змінюється. У ромській мові існує багато різних дієслівних закінчень, які змінюють значення слів. У мові також існують різні дієслівні закінчення відповідно до минулого та теперішнього часу. У мові також є граматичні артиклі, оскільки є слова чоловічого та жіночого роду. У цієї мови існують певні артиклі разом із «різними артиклями для іменників чоловічого та жіночого роду, для предметів та безпідметників, а також для однини та множини».
Морфологія
Ромська мова почалася як індоєвропейська мова, яка перетворилася на індоіранську, а потім на індоарійську мову. Після цього ромська мова розпалася на балканські та центральноромські діалекти. Балтійські діалекти походять з центральнороманського діалекту, який ділиться на інші діалекти, які згадувалися вище.
Синтаксис
Балтійські мови, такі як балтійський діалект ромської мови, мають унікальні правила, яких дотримуються їхні числівники під час написання. Їх числівники регулюють їхні номінали, але не в тій мірі, в якій це роблять слов'янські мови. Балтійські родові знаки позначають часткові об'єкти, а іноді й суб'єкти, а також відіграють помітну роль у синтаксисі чисельних конструкцій. Балтійські мови дуже схожі, оскільки і латиські, і латвійські роми мають однакову протилежність міжперевірок та дієслівних частинок.

## Словник
У цій мові існує велика індоарійська присутність, яка проявляється переважно стосовно частин тіла та функцій. Поряд із тілесними частинами та функціями, індоарійська присутність також міститься у словах, які посилаються на час, природу, ландшафт, числівники, тварин та рослини. У цій мові міститься доєвропейський лексикон, змішаний переважно з духовними та релігійними ідеями, інструментами та артефактами. Житла та місця не найкраще представлені у успадкованому лексиконі цієї мови.